# Utah Island
Utah Island ist eine kleine Insel in der Patea Passage im westlichen Teil des Doubtful Sound/Patea in der Region Southland auf der Südinsel Neuseelands.
Die Insel befindet sich etwa 300 m  südlich der deutlich größeren Insel Bauza Island, das nächstgelegene Festland liegt 1 km südlich. Die Insel misst etwa 500 × 150 Meter und ist 31 m hoch.